# الوفاق البراجماتي
الوفاق البراجماتي: العلاقات الإسرائيلية الإيرانية، 1948-1988 هو أول عمل شامل حول تاريخ العلاقة المتغيرة بين إسرائيل وإيران. هذا الكتاب من تأليف سوراب سبحاني [الإنجليزية]، أستاذ مساعد للعلاقات الدولية من أصل إيراني في جامعة جورج تاون؛ ويتحدث عن التحول الجذري بين العلاقات في إيران من الحليف القريب لإسرائيل في عهد الشاه محمد رضا بهلوي، إلى العدو اللدود في زمن الثورة الإسلامية في إيران. يتناول الكتاب سريعًا تطور طبيعة العلاقات بين إيران ودول الخليج العربية، حيث يُبرز مرحلة الصداقة والتقارب خلال عهد الشاه رغم الاختلاف المذهبي الشيعي السني، وما أعقبها من توتر وعداء بعد اندلاع الثورة الإسلامية في عام 1979. كما يستعرض الكتاب الدور المحوري الذي لعبته الولايات المتحدة الأمريكية في تشكيل وتوجيه سياسات دول الخليج تجاه إيران خلال هذه الفترتين المختلفتين، وبداية اندلاع الموجة الطائفية السنية لمحاربة المد المعادي للأمريكيين.

## المحتوى
استخدم مؤلف هذا الكتاب، سهراب سبحاني، تجارب وتقارير مباشرة من أشخاص كانوا متورطين في العلاقات بين إسرائيل وإيران، قبل وصول روح الله الخميني إلى طهران في عام 1979. في هذا الكتاب، يتم دراسة العلاقة بين إسرائيل وإيران في ظل الخلفية المعقدة للسياسة في الشرق الأوسط. ويجري المؤلف مقابلات مع العديد من المسؤولين الإيرانيين السابقين ويكشف عن ثروة من المعلومات الجديدة التي تشرح لماذا تتصرف إيران وإسرائيل بالطريقة التي تتصرفان بها ولماذا تشابكت مصالحهما على مدى السنوات الثلاثين الماضية قبل الثورة. يتناول الكتاب الاتجاهات الرئيسة في نشوء العلاقات بين البلدين إسرائيل وإيران، ويعرض العوامل المؤدية إلى استمرارية أو تغير هذه العلاقات. في هذا الكتاب، ومن خلال تحليل الأحداث التاريخية الماضية، هناك نقاش حول كيف ستكون العلاقات بين إسرائيل وإيران في المستقبل، وماذا يجب على الولايات المتحدة أن تدفع حلفاءها لحصار إيران في ظل نشوء نظام معادٍ لإسرائيل. ومن خلال دراسة الأسباب، يبين المؤلف أن على إيران الارتباط بتل أبيب، وتجاهل الخلفية المسلمة والقضية الفلسطينية إن كانت تُريد الازدهار، وذلك حسب ما تمليه تركيبة القوة في الشرق الأوسط، وفي حال خالفَت ذلك ستُصبح دولة معزولة سياسيًّا وإقليميًّا واقتصاديًّا حتى تسقط.
يبدأ الكتاب بمناقشة أصول العلاقات الإسرائيلية الإيرانية في عهد الشاه، التي تشكلت في البداية لمساعدة اليهود العراقيين على الانتقال إلى إسرائيل. ويواصل المؤلف مناقشة كيف اعترض اليمين الشيعي الديني في إيران قضية اعتراف إيران بإسرائيل ضد الحكومة المركزية حتى سقطَت. وتتناول الفصول اللاحقة بعمق التحالف الإسرائيلي الإيراني الذي وطّدته الولايات المتحدة ضد الحكومات العربية الموالية للسوفييت، بما في ذلك موضوعات مثل دعم المتمردين الأكراد داخل العراق والحرب العربية الإسرائيلية في عام 1973. ويقدم الكتاب أيضًا انسحاب بريطانيا من الخليج العربي كخطة إسرائيل وإيران لتطوير صواريخ قادرة على حمل رؤوس نووية. وعليه يعتقد الكاتب أن النظام الإيراني بعد الثورة، لن يصمد طويلًا، حيث إن القوى الغربية استثمرت كثيرًا في العلاقة بين إسرائيل، وإيران؛ وبالتالي فإن الولايات المتحدة وحلفاؤها العرب سيضغطون على النظام الجديد حتى يسقط ويُعاد فتح السفارة الإسرائيلية في طهران.

## الإصدار
نُشر الكتاب لأول مرة عام 1989 باللغة الإنجليزية تحت عنوان " الوفاق البراجماتي: العلاقات الإسرائيلية الإيرانية، 1948-1988 " من دار نشر " برايجر " في مدينة نيويورك، الولايات المتحدة الأمريكية. تُرجم هذا الكتاب إلى اللغة الفارسية ونُشر في عام 1998 من دار نشر " كتاب كورب " في لوس أنجلوس.

## طالع أيضًا
- ليس لضعاف القلوب
- أزمة مصطنعة: القصة غير المروية للرعب النووي الإيراني
- فوكو في إيران
- إيران بين ثورتين
- أيام الصفر [الإنجليزية]
- الحرب على السلام [الإنجليزية]
- الأمن القومي والدبلوماسية النووية [الإنجليزية]
- على الطريق إلى قندهار [الإنجليزية]

## روابط خارجية
- مراجعة لكتاب "الوفاق البراجماتي في العلاقات الإسرائيلية الإيرانية، ١٩٤٨-١٩٨٨" على موقع JSTOR
- الوفاق البراجماتي في العلاقات الإسرائيلية الإيرانية، 1948-1988 – الشؤون الخارجية
- الوفاق البراجماتي في العلاقات الإسرائيلية الإيرانية، 1948-1988، بقلم سهراب سبحاني. مراجعة دراسات الشرق الأوسط – كامبريدج كور